# آيت بن عمرو (أنجيل)
آيت بن عمرو هي إحدى مشيخات المملكة المغربية، تتبع جغرافيا لإقليم بولمان وإداريًا لأنجيل. يقدر عدد سكانها بـ 1147 نسمة حسب الإحصاء الرسمي للسكان والسكنى لسنة 2004.